# Djordje Milovanović
Pour les articles homonymes, voir Milovanović.
Djordje Milovanović, né à Sremska Rača (actuellement en Serbie) le 13 septembre 1956 et mort le 15 février 2009, est un footballeur yougoslave. Il était milieu de terrain. Son fils, Dejan Milovanović, est également footballeur, et a comme lui évolué de longues années à l'Étoile rouge de Belgrade. Il était surnommé Đoke Bombe.

## Carrière
Il a notamment été finaliste de la Coupe UEFA en 1979, perdue face au Borussia Mönchengladbach, mais a aussi disputé la Coupe des clubs champions européens 1981-1982 (5 rencontres), où son club a atteint les quarts de finale, battu par RSC Anderlecht 4-2. Djordje Milovanović fut un grand joueur de l'Étoile rouge de Belgrade.

### Palmarès
- Finaliste de la Coupe UEFA : 1979